# Elisa Bachofen
Elisa Beatriz Bachofen (Buenos Aires, 2 de mayo de 1891 - Buenos Aires, 19 de noviembre de 1976) fue una ingeniera argentina. La primera mujer diplomada en ingeniería civil en Argentina y en América del Sur en 1918. Activa feminista, fue una de las socias fundadoras de la Unión Feminista Nacional en 1918.

## Biografía
Elisa Beatriz Bachofen nació en la ciudad de Buenos Aires en 1891. Estudió en la Facultad de Ciencias Exactas, Físicas y Naturales de la Universidad de Buenos Aires, donde se graduó el 5 de marzo de 1918, el tema de su trabajo de fin de grado fue Instalación de una fábrica de hilados y tejidos utilizando algodón del Chaco.
En 1918 fue redactora y después secretaria de redacción de la revista del Centro de Estudiantes de Ingeniería. Escribió libros, folletos y artículos sobre la industria textil en la revista La Ingeniería.
Entre 1919 y 1953, año en que se retiró, trabajó para la Dirección de Puentes y Caminos como proyectista de puentes, posteriormente Dirección Nacional de Vialidad en la organización del departamento y la dirección de obras viales.
A lo largo de su vida desempeñó también numerosos cargos y comisiones: fue directora técnica del Centro de Investigación Documentaria del Instituto Nacional de Tecnología Industrial, el cual presidió, así como la Comisión Nacional de Clasificación Decimal Universal del Centro de Documentación Científica del Consejo Nacional de Investigaciones Científicas y Técnicas, del cual integró también el Comité Consultivo.
Brindó asimismo asesoría técnica a diversas industrias privadas del país. Fue presidenta de la Comisión Técnica del Círculo de Inventores, presentó varias patentes y publicó una Guía del Inventor, reimpresa en numerosas oportunidades. 
A su actividad profesional sumó una destacada participación social. Presidió de la Asociación Argentina de Bibliotecas Científicas y Técnicas e integró la Comisión Directiva de la Asociación de Mujeres de Negocios y Profesionales. Fundada la Unión Feminista Nacional en 1918 por Adela García Salaberry, Alicia Moreau de Justo y Elvira Sáenz Hayes, con el fin de unificar las distintas organizaciones que existían en ese entonces (Centro Socialista Femenino, Agrupación Socialista Femenina, Consejo Nacional de Mujeres), Elisa Bachofen militó activamente en la nueva agrupación junto a Julia García Games, Ángela Costa, Berta Gerchunoff, Consuelo G. de García, Clotilde Rossi, Josefina L. de Mantecón, Julieta Lanteri y Alfonsina Storni. Junto a Lola S. De Bourguet y Adelia Di Carlo dirigió hasta junio de 1921 la revista de la Unión, Nuestra Causa, siendo secretario Arnoldo Dobrenki. Fue también redactora del diario El Pueblo.
En la Biblioteca del Consejo Nacional de Mujeres, dictó cursos relacionados con electricidad aplicada al hogar, conocimientos de mecánica destinados a mujeres y conocimientos de motores.
En el prólogo del folleto escrito en 1932 para la formación técnica de la mujer, encargado por la Asociación Damas Argentinas “Patria y Hogar”, expresa: “…siendo indispensable dar a la mujer una enseñanza técnica que la capacite mejor para la tarea que le incumbe cumplir, como ama de casa, guardiana del hogar, miembro de la sociedad, y como gestora y educadora de la humanidad, he creído indispensable se atienda cuanto antes a tal enseñanza, la que no solo ha de propender a la conducción científica del hogar,  sino hará surgir nuevas orientaciones”.
Realizó viajes a Europa, Estados Unidos, Israel y Brasil. Falleció en la ciudad de Buenos Aires el 19 de noviembre de 1976.
Su hermana Esther Elena Bachofen (4.a ingeniera en la Argentina), su hija y sus nietas son ingenieras.

## Homenajes

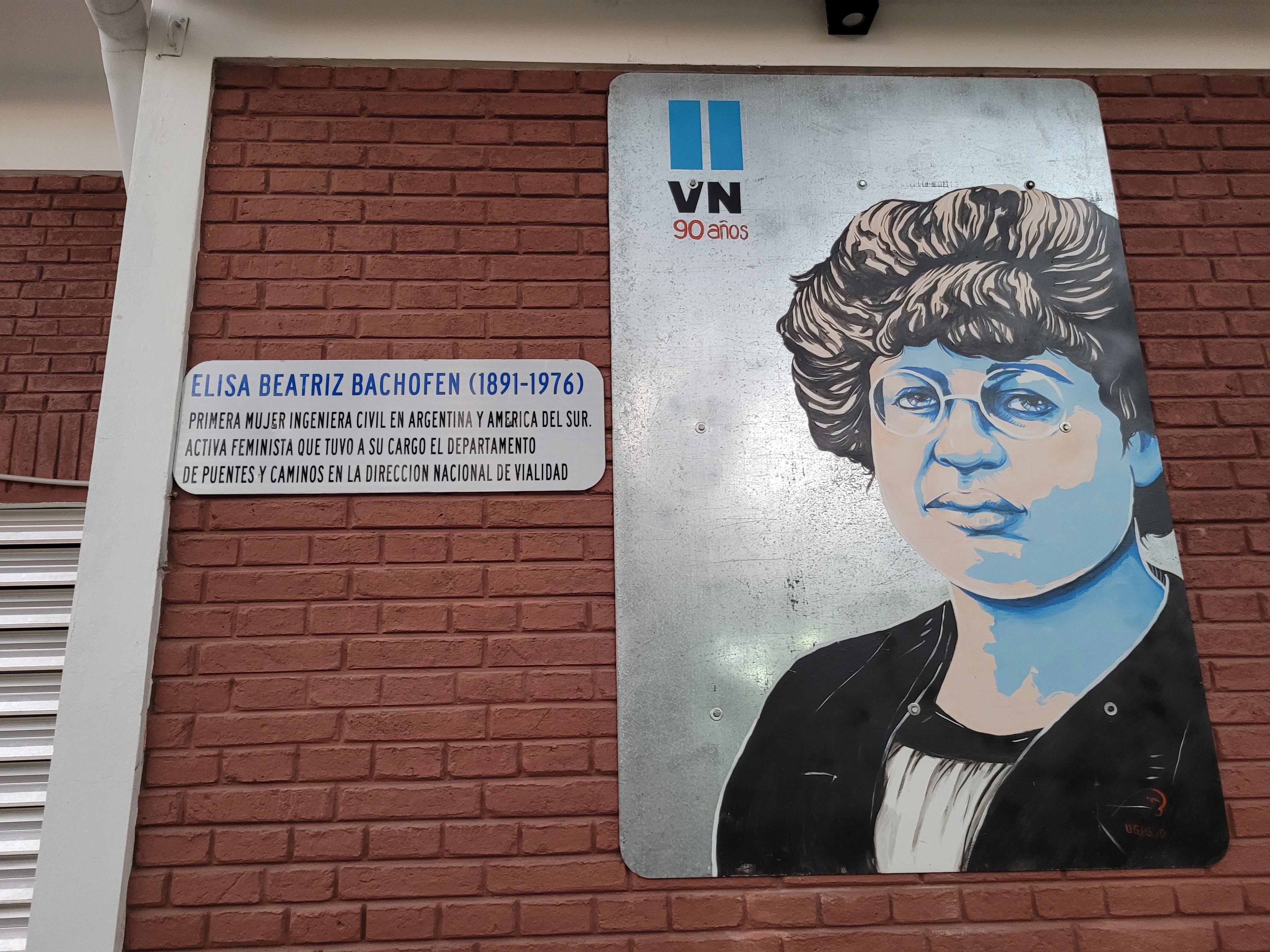
Monumento a Elisa Beatriz Bachofen en Resistencia, Chaco, Argentina

Desde 2017 una calle de la ciudad de Paraná lleva su nombre. Ese mismo año por decisión de los vecinos porteños se designó Elisa, en su homenaje, a la tunelera, que cavó el túnel desde Agronomía hasta el Río de la Plata en la cuenca del Arroyo Vega.
En reconocimiento a su actividad, el 12 y 13 de noviembre de 2018, en la Facultad de Ingeniería de la Universidad de Buenos Aires (FIUBA) se realizaron las Primeras Jornadas de Mujeres Ingenieras “Elisa Bachofen”, que tendrán lugar todos los años en esa casa de altos estudios.
Desde 2019 la Universidad Nacional de Rafaela estableció la incorporación de las Becas Elisa Bachofen para reducir la brecha tecnológica de género, ya que son necesarias medidas de acción afirmativa que garanticen el ingreso y la permanencia de mujeres en el sector.
Un satélite de la constelación ÑuSat lleva su nombre.
El 11 de febrero de 2022, en el Día Internacional de la Mujer y la Niña en Ciencia y Tecnología, el presidente Alberto Fernández encabezó un acto en el cual el Salón de los Científicos de la Casa Rosada (sede del poder ejecutivo de la República Argentina) se renombró como Salón de la Ciencia Argentina, agregándose a la galería de imágenes una fotografía de Elisa Bachofen junto a las de otras 10 mujeres de ciencia de Argentina:  Eugenia sacerdote de Lustig, Rebeca Guber, Sara Rietti, Elvira López, Telma Reca, Hetty Ladis Regina Bertoldi de Pomar, Elena Martínez Fontes, Irene Bernasconi, María Adela Caría, y Carmen Pujals.